# Piève (église)
Pour les articles homonymes, voir Piève.

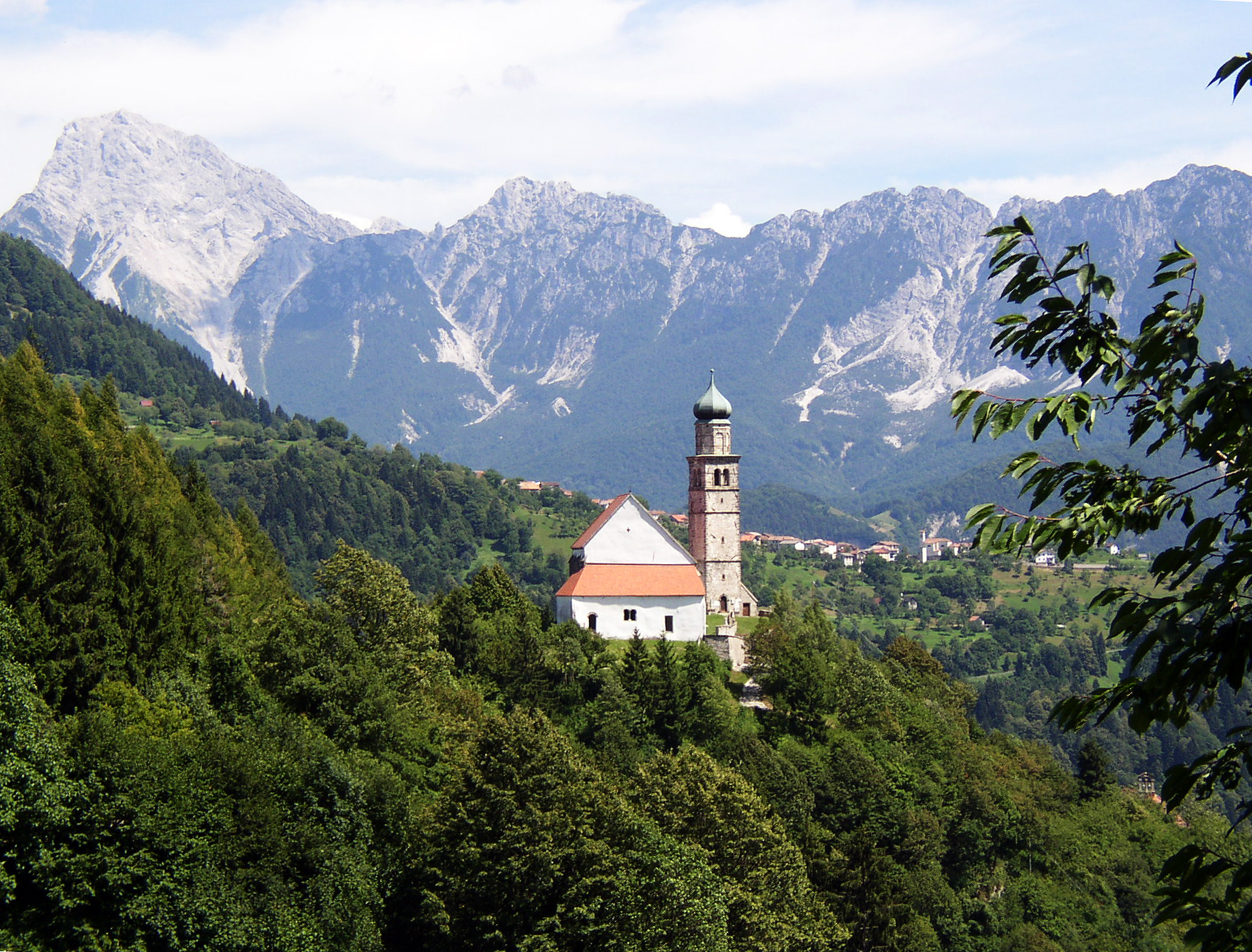
La pieve San Pietro in Carnia à Zuglio.

Une piève (du latin plebes, peuple, subdivision d'un diocèse, en corse ou italien pieve, au pluriel pievi) est une église catholique importante construite en milieu rural à un point de rencontre de plusieurs territoires paroissiaux. Le mot piève désigne aussi l'ensemble des paroisses qui relèvent d'une même piève (église), ainsi que le territoire correspondant.
La piève (église) permet de rassembler les membres de plusieurs paroisses pour des cérémonies d'importance, lors de grandes fêtes, pour la visite pastorale de l'évêque ou encore pour la célébration de baptêmes ou de mariages. Les pièves comportent souvent des baptistères. Elles représentent un niveau de dignité intermédiaire entre la cathédrale et l'église paroissiale ainsi qu'une subdivision des diocèses.
On en trouve en Corse et dans l'Italie centrale et septentrionale où elles datent du Moyen Âge, ayant souvent laissé leur nom dans la toponymie. Plusieurs édifices religieux sont ainsi nommés Pieve.

## Origine
Le terme « pieve » désigne aussi bien l’église qui porte ce titre que le territoire qui en dépend.
Le mot lui-même vient de l'italien pieve, issu du latin plebem « peuple » (de plebs). Il désignait à l'origine une tribu, une peuplade n'ayant pas d'organisation civique. Au IIIe siècle, l'Église créé les diocèses, qui se subdivisent en pièves, chaque piève étant animée par un piévan ou co-évêque, habilité à administrer la confirmation. La piève s'est ensuite morcelée en plusieurs paroisses, avec le temps.

## Italie
En Toscane, dans les zones montagneuses de l’intérieur, la pieve institutionnelle survit jusqu’au XIIIe siècle. Lui sont liés les voies de communication, les cimetières, les baptistères et la perception des dîmes. 

« Progressivement avec le développement des ordres religieux et la création de circonscriptions religieuses de dimensions moindres, commence leur lente décadence et leur disparition progressive. En Ligurie se vérifie un phénomène semblable (n’oublions pas qu’en 1600 la Corse subit de facto la domination génoise), et un savant local a pu y affirmer qu’au XVe siècle commence « la période de la création fébrile des chapelles, des contestations fréquentes et insistantes, des contrats qui établissent l’autonomie de certaines églises afin de limiter les prétentions de piévans ». »

— Philippe Pergola in Orientations nouvelles pour l’histoire socio-culturelle, économique et politique de la Corse du Moyen Âge

## Corse

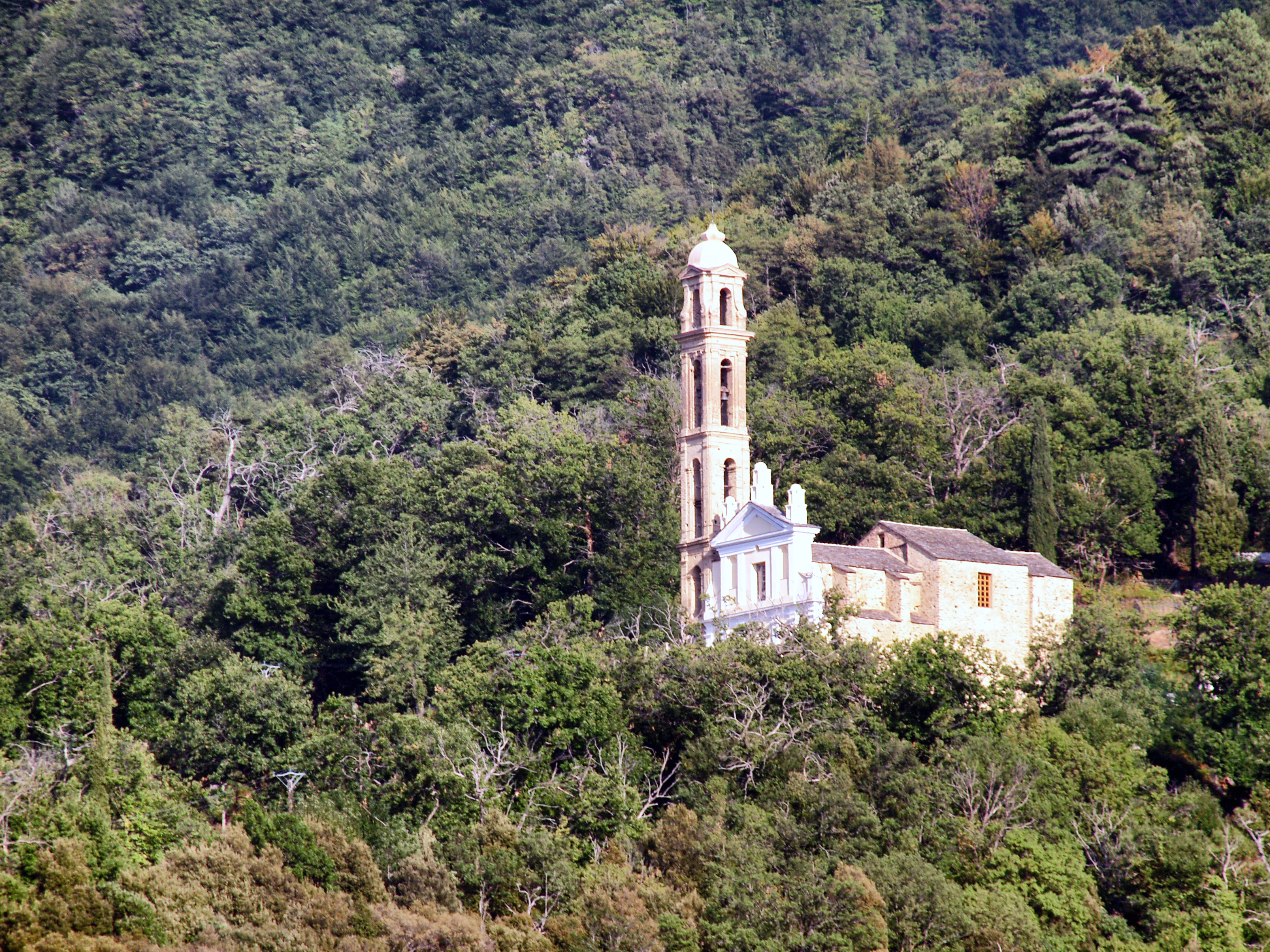
L'église piévane Saint-André à Sant'Andréa-di-Bozio.

Durant tout le début du Moyen Âge, la Corse dépendait politiquement de l’Italie centrale et les caractéristiques administratives et socio-économiques de la pieve étaient très certainement constantes.

« C’est aux environs du Xe siècle que se généralise la formule quod est plebs baptismalis qui insiste sur le privilège du baptême réservé aux pievi (et bien entendu aux cathédrales !) ; d’autre part les cimetières se concentrent eux aussi autour des pievi qui jouent également un rôle de premier ordre pour le contrôle des voies de communication essentielles, (pour la perception des dîmes obligatoires en faveur de l’église), le long desquelles se trouvent systématiquement, en particulier aux croisements les plus importants. »

— Philippe Pergola in Orientations nouvelles pour l’histoire socio-culturelle, économique et politique de la Corse du Moyen Âge